# الزجاج السائل
الزجاج السائل هو واجهة مستخدم رسومية ولغة تصميم طورتها شركة أبل كواجهة بصرية موحدة عبر أنظمة تشغيلها آي أو إس وآي باد أو إس وماك أو إس وووتش أو إس وتي في أو إس وفيجن أو إس. تم الإعلان عنها لأول مرة في 9 يونيو 2025، خلال المؤتمر السنوي السابع لمطوري مؤتمر أبل العالمي للمطورين.
تتميز واجهة "الزجاج السائل" بتصميم أكثر سلاسة وشبيهاً بالزجاج، يتم تقديمه في آي أو إس 26 وآي باد أو إس 26 وماك أو إس تاهو وووتش أو إس 26.

## المبادئ
تصف أبل "الزجاج السائل" بأنه مادة ديناميكية تجمع بين "الخصائص البصرية للزجاج مع إحساس بالسيولة". ووفقاً لإرشادات أبل المحدثة لواجهة المستخدم، يجب أن تُظهر التطبيقات المصممة باستخدام "الزجاج السائل" تسلسلاً هرميًا واضحًا بين المحتوى وعناصر التحكم، وانسجامًا بين عناصر الواجهة والأجهزة، وتناسقًا عبر أحجام النوافذ والشاشات المختلفة.
تتغير هذه المادة الجديدة تلقائيًا بحسب البيئة المحيطة بها، من خلال عكس الضوء وانكساره بطريقة تحاكي الزجاج. المادة الرقمية شفافة، مما يبرز الحواف الخارجية للشكل الذي تتخذه.

## التنفيذ
يتم استخدام "الزجاج السائل" في مكونات قديمة من آي أو إس 18 مثل النصوص، وأشرطة التمرير، والمفاتيح، والتنبيهات، واللوحات، والأشرطة الجانبية، وحقول البحث، والأزرار، والقوائم، وأشرطة الأدوات، كما أنه يحل محل التصميم القديم الشبيه بالزجاج المضبب.
ويمكن العثور على "الزجاج السائل" أيضًا في التطبيقات الافتراضية، وفي شاشة البداية، وكذلك في تطبيقات الطرف الثالث. ويقال إن التصميم مستوحى من واجهة أكوا في ماك أو إس، والتغبيش الغاوسي اللحظي في آي أو إس 7، والحركة في آيفون X، والجزيرة الديناميكية في آيفون 14 برو، وواجهة فيجن أو إس الشبيهة بالزجاج.

## ردود الفعل
كانت ردود الفعل على التصميم إيجابية في الغالب، ومع ذلك، أُثيرت بعض المخاوف بشأن قابلية قراءة الواجهة. علاوة على ذلك، أشار العديد من النقاد ومستخدمي وسائل التواصل الاجتماعي إلى أن التصميم يحتوي على عناصر مأخوذة من جمالية تصميم سابقة مثل "Frutiger Aero"، التي اشتهرت بها ويندوز فيستا.